# Saif Zuidi
Saif Zuidi (* 11. Juli 2005) ist ein tunesischer Leichtathlet, der über 3000 Meter Hindernis an den Start geht.

## Sportliche Laufbahn
Erste internationale Erfahrungen sammelte Saif Zuidi im Jahr 2024, als er bei den U20-Weltmeisterschaften in Lima mit 8:48,70 min auf den zwölften Platz über 3000 m Hindernis gelangte. Im Jahr darauf belegte er bei den Arabischen Meisterschaften in Oran in 8:33,21 min den vierten Platz.
2024 wurde Zuidi tunesischer Meister im 3000-Meter-Hindernislauf.

## Persönliche Bestleistungen
- 3000 m Hindernis: 8:33,21 min, 1. Mai 2025 in Oran